# Sacrifice (Gary Numan)
Sacrifice è il quattordicesimo album discografico di Gary Numan, pubblicato dalla Numa Records nell'ottobre 1994 sia in versione standard che in versione Extended.
È stato ristampato nel 1999 per il mercato statunitense dalla Cleopatra Records e per il mercato inglese dalla Eagle Records, con alcune differenze nel numero e nella disposizione delle tracce.

## Tracce
(Musiche e testi di Gary Numan)
1. Pray – 3:55
2. Deadliner – 4:29
3. A Question of Faith – 4:52
4. Desire – 3:47
5. Scar – 3:25
6. Love and Napalm – 5:08
7. You Walk in My Soul – 4:39
8. Magic – 4:42
9. Bleed – 6:10
10. The Seed of a Lie – 5:25

Tracce versione Extended 1994 (Numa Records)
1. Pray – 5:57
2. Deadliner – 8:45
3. A Question of Faith – 8:43
4. Desire – 5:33
5. Scar – 5:25
6. Love and Napalm – 8:26
7. You Walk in My Soul – 6:54
8. Magic – 6:29
9. Bleed – 7:41
10. The Seed of a Lie – 7:07

Tracce 1999 mercato statunitense (Cleopatra Records)
1. Pray – 3:55
2. Deadliner – 4:29
3. A Question of Faith – 4:52
4. Desire – 3:47
5. Scar – 3:25
6. Love and Napalm – 5:08
7. You Walk in My Soul – 4:39
8. Magic – 4:42
9. Bleed – 6:10
10. The Seed of a Lie – 5:25
11. A Question of Faith (Extended) - 8:43
12. Love and Napalm (Extended) - 8:26
13. Metal Beat - 3:10 (*)
14. Play Like God - 7:01

Tracce 1999 mercato statunitense (Eagle Records)
1. Pray – 3:55
2. Deadliner – 4:29
3. A Question of Faith – 4:52
4. Desire – 3:47
5. Scar – 3:25
6. Love and Napalm – 5:08
7. You Walk in My Soul – 4:39
8. Magic – 4:42
9. Bleed – 6:10
10. The Seed of a Lie – 5:25
11. Play Like God - 7:01
12. Whisper of Truth - 4:21
13. Metal Beat - 3:10 (*)
14. Absolution - 4:37

## Musicisti
- Gary Numan – voce, tastiere, basso, chitarra
- Kipper - tastiere, chitarra